# Eugene Katschalow
Jewhen „Eugene“ Katschalow (ukrainisch Євген Качалов; englische Transkription Yevgeniy Katchalov; * 21. Februar 1981 in Kiew, Ukrainische SSR) ist ein professioneller ukrainisch-amerikanischer Pokerspieler.

## Persönliches
Katschalow wurde in der Ukrainischen SSR geboren und kam im Alter von zehn Jahren mit seiner Familie in die Vereinigten Staaten. Er lebt im New Yorker Stadtteil Brooklyn und erhielt ein Diplom in Finanzwirtschaft der Stern School of Business in New York. Anschließend arbeitete er als Börsenmakler.

## Pokerkarriere
Katschalow begann im Jahr 2003 professionell Poker zu spielen. Online findet man ihn unter dem Nickname MyRabbiFoo, mit dem er im September 2009 auf der Plattform PokerStars einen Titel bei der World Championship of Online Poker gewann. Als E. Katchalov war er von März 2011 bis Mitte 2016 Teil des Team PokerStars. Seit 2004 nimmt Katschalow an renommierten Live-Turnieren teil.
Im Dezember 2004 erreichte er erstmals beim Main Event der World Poker Tour (WPT) die Geldränge und beendete das Five-Diamond World Poker Classic im Hotel Bellagio am Las Vegas Strip auf dem 35. Platz für knapp 30.000 US-Dollar Preisgeld. Mitte März 2005 platzierte er sich beim Main Event der European Poker Tour (EPT) im Geld und belegte in Monte-Carlo den 18. Platz für 15.800 Euro. Im Juni 2005 war Katschalow zudem erstmals bei der World Series of Poker (WSOP) im Rio All-Suite Hotel and Casino am Las Vegas Strip erfolgreich und kam bei zwei Turnieren der Variante No Limit Hold’em ins Geld. Im Dezember 2007 gewann er das Five Diamond World Poker Classic der WPT und damit sein bisher größtes Preisgeld in Höhe von knapp 2,5 Millionen US-Dollar. Im Januar 2011 gewann Katschalow beim PokerStars Caribbean Adventure auf den Bahamas das Super-High-Roller-Event mit einer Siegprämie von 1,5 Millionen US-Dollar. Bei der WSOP 2011 sicherte er sich mit dem Gewinn eines Turniers in Seven Card Stud ein Bracelet sowie ein Preisgeld von mehr als 120.000 US-Dollar. Anfang September 2011 erreichte er beim EPT-Main-Event in Barcelona den Finaltisch und beendete das Turnier auf dem dritten Platz für 315.000 Euro. Auch im Februar 2014 saß er am Finaltisch des EPT-Main-Events und musste sich in Deauville nur dem Griechen Sotirios Koutoupas geschlagen geben. Für seinen zweiten Platz erhielt Katschalow ein Preisgeld von knapp 380.000 Euro. Nach einer Geldplatzierung beim WSOP-Main-Event im Juli 2018 erzielte er rund vier Jahre lang keine weitere, ehe zur WSOP 2022 sein Comeback erfolgte.
Insgesamt hat sich Katschalow mit Poker bei Live-Turnieren über 9 Millionen US-Dollar erspielt und ist damit der erfolgreichste ukrainische Pokerspieler. Von April bis November 2016 spielte er als Teil von LA Sunset in der Global Poker League und kam mit seinem Team bis in die Playoffs.